# 苏门水鼩
苏门水鼩（学名：Chimarrogale sumatrana），一种分布于印度尼西亚苏门答腊岛西南部的小型哺乳动物，隶属于鼩鼱科水鼩属（水麝鼩属）。本种由英国动物学家奥德菲尔德·托马斯于1921年描述发表。